# Michel Hermans
Michel Hermans este un politolog și publicist belgian. În 1980 a obținut licența în științe politice la Universitatea din Liège, iar în 1997 a susținut doctoratul în științe politice la Universitatea Paris I. Actuamente este conferențiar la Universitatea din Liège și la Institutul European de Înalte Studii Internaționale din Nisa (este și membru al Consiliului Științific al Institutului), precum și membru al Consiliului Superior al Audioviziualului din Belgia (Comunitatea Francofonă). Este autorul mai multor articole, studii și comentarii privind politică internațională și europeană.